# Isomyia trichaeta
Isomyia trichaeta är en tvåvingeart som beskrevs av Hiromu Kurahashi och Kirk-spriggs 2006. Isomyia trichaeta ingår i släktet Isomyia och familjen Rhiniidae.
Artens utbredningsområde är Namibia. Inga underarter finns listade i Catalogue of Life.